# Troels Skrydstrup
Troels Skrydstrup (født 15. april 1961 på Frederiksberg) er en dansk kemiker og professor i organisk kemi på Aarhus Universitet (AU). Han har været centerleder på, Interdisciplinary Nanoscience Center (iNANO), Institut for Kemi på AU siden 2015.
Han blev uddannet cand.polyt. på DTU i 1985, og læste herefter en ph.d. samme sted, som han færdiggjorde i 1988. I 2001 blev han dr.scient. på Aarhus Universitet. Han blev ansat som lektor i 1997, og blev institutleder i 2001.
Han modtog Torkil Holms Forskningspris i 2001.
Han er medlem af Videnskabernes Selskab. Han blev ridder af Dannebrog i 2012.